# 留石亭记
留石亭记，位于中国广东省阳江市阳春市河朗镇河朗村委会罗银寨，为阳江市阳春市的一个市级文物保护单位，类型为石窟寺及石刻，公布时间为1982年。
留石亭记的历史年代为明代。